# Экономика ДР Конго
Демократическая Республика Конго — самая бедная страна из списков исследования МВФ, Всемирного Банка, ЦРУ, Пенсильванского университета (по состоянию на 2012 год). При этом является одной из самых богатых полезными ископаемыми стран.

## Сельское хозяйство
Сельское хозяйство даёт около 20 % ВВП. Обрабатывается 3 % территории, пастбища и луга занимают 6 % территории. Главными продовольственными культурами являются маниок (ок. 15 млн т), бананы (314 тыс. т), кукуруза (1,1 млн т), рис (315,5 тыс. т), бобовые, батат и арахис. Кофе (32 тыс. т), хлопчатник и сахарный тростник (1,8 млн т) крестьяне выращивают на продажу.
Экспортные культуры — чай, каучук, сахарный тростник и какао — выращиваются главным образом на плантациях.
Животноводство слабо развито из-за распространения мухи цеце.
Примерно три четверти территории покрыто лесами, экспортируются тик и чёрное дерево. С 1990 по 2000 год площадь лесов сократилась на 532 тыс. га.

## Промышленность
Промышленность даёт 33 % ВВП. Важнейшая отрасль промышленности — горнодобывающая промышленность. Главными полезными ископаемыми являются медь и кобальт (в стране находятся 60 % (6 млн т разведанных запасов кобальта); по экспорту кобальта ДРК занимает первое место в мире) — т. н. Меденосный пояс Центральной Африки, алмазы и цинк. Добываются также свинец, уголь, марганец. На прибрежном шельфе ведётся добыча нефти, на северо-востоке страны — золото. 80 % полезных ископаемых сосредоточено в провинции Катанга.
Добыча полезных ископаемых началась ещё в X веке, промышленная разработка полезных ископаемых началась в первом десятилетии XX века. Ко времени получения независимости бельгийская компания «Сосьете Женераль» контролировала добычу полезных ископаемых через дочернюю компанию «Юнион миньер дю О’Катанга» (Объединённые копи Верхней Катанги). В 1966 году собственность этой компании была национализирована.
Обрабатывающая промышленность начала развиваться ещё во время Первой мировой войны. В начале 1990-х годов, в связи со сложной политической обстановкой, обрабатывающая промышленность испытывала кризис. Главные предприятия обрабатывающей промышленности сосредоточены в районе Киншасы.

## Энергетика
Суммарные запасы энергоносителей страны оцениваются в размере 0,118 млрд тонн (в угольном эквиваленте). На конец 2019 года электроэнергетика страны в соответствии с данными EES EAEC характеризуется следующими показателями.
Установленная мощность — нетто электростанций — 3190 МВт, в том числе:
тепловые электростанции, сжигающие органическое топливо (ТЭС) — 4,9 % ,
возобновляемые источники энергии (ВИЭ) — 95,1 %. 

Производство электроэнергии-брутто — 11 107 млн кВт∙ч, в том числе:
ТЭС — 0,3 % ,
ВИЭ — 99,7 %. 

Конечное потребление электроэнергии — 8283 млн. кВт∙ч, из которого: промышленность — 63,2 %, транспорт — 0,1 %, бытовые потребители — 32,5 %, коммерческий сектор и предприятия общего пользования — 4,2 % .
Показатели энергетической эффективности: в 2019 году: душевое потребление валового внутреннего продукта по паритету покупательной способности (в номинальных ценах) — 1130 долларов, душевое (валовое) потребление электроэнергии — 94 кВт∙ч, душевое потребление электроэнергии населением — 31 кВт∙ч. Число часов использования установленной мощности-нетто электростанций — 3154 часов

## Транспорт

### Аэропорты
- всего — 198 (2013)[2], в том числе:
  - с твёрдым покрытием — 26
  - без твёрдого покрытия — 172

### Автомобильные дороги
- всего — 153 497 км (по данным на 2004 год)[2], в том числе:
  - с твёрдым покрытием — 2794 км
  - без твёрдого покрытия — 150 703 км

Через Демократическую Республику Конго проходит три транс-африканских автодорожных маршрута:
- Шоссе Триполи-Кейптаун
- Шоссе Лагос-Момбаса
- Шоссе Бейра-Лобиту[англ.]

### Железнодорожный транспорт
- всего протяженность линий — 4 007 км (по данным на 2014 год)[2]. Из них:
  - 3 882 км с шириной колеи 1067 мм (из них 858 км электрифицировано)
  - 125 км с шириной колеи 1000 мм

Действуют железнодорожные компании Congo Railway и Office National des Transports.

### Водные пути
Общая длина — 15 000 км, включая реку Конго, её притоки и несвязанные озера.
Трубопроводы
По данным на 2013 год:
- газопроводы — 62 км
- нефтепроводы — 77 км
- продуктопроводы — 756 км

## Сфера услуг

### Торговля
Внешняя торговля
- Экспорт: $12,4 млрд (2015)[2]
  - Статьи экспорта: золото, алмазы, медь, кобальт, сырая нефть, древесина, кофе
  - Партнёры по экспорту: Бельгия, Китай, Замбия, Италия
- Импорт: $12,34 млрд (2015)[2]
  - Статьи импорта: продовольствие, машины и оборудование, топливо.
  - Партнёры по импорту: ЮАР, Бельгия, Китай, Замбия, Зимбабве.

### Туризм
см. Туризм в Демократической Республике Конго